# فرویو هایتس (ویرجینیای غربی)
فرویو هایتس (به انگلیسی: Fairview Heights) یک منطقهٔ مسکونی در ایالات متحده آمریکا است که در شهرستان وود، ویرجینیای غربی واقع شده‌است. فرویو هایتس ۱۹۲٫۰۳ متر بالاتر از سطح دریا واقع شده‌است.